# Common Ground: Dave & Phil Alvin Play and Sing the Songs of Big Bill Broonzy
Common Ground: Dave & Phil Alvin Play and Sing the Songs of Big Bill Broonzy è un album in studio dei musicisti rock Dave Alvin e Phil Alvin, pubblicato nel 2014. L'album è un tributo alle canzoni di Big Bill Broonzy; i fratelli gli attribuiscono il merito di aver scritto la prima canzone rockabilly.
L'album ha raggiunto la posizione 144 della Billboard 200. È stato nominato per un Grammy Award, nella categoria "Best Blues Album".
Il critico di AllMusic Mark Deming ha scritto: "Sebbene l'ascolto sia un potente promemoria di come le canzoni di Broonzy suonino ancora bene nel 21º secolo, dimostra anche i talenti complementari di Dave e Phil Alvin... È chiaro che gli Alvin amano questa musica e sanno come manipolarla nel modo giusto, e non trattano i racconti di Broonzy di tutti i tipi di vita selvaggia come pezzi da museo, ma come frammenti vitali e viventi della musica americana, ed è così che suonano in questo album." Il New Yorker ha scritto che "gli Alvins hanno scelto una dozzina di canzoni che riflettono l'ampia gamma del materiale di Broonzy, dai primi momenti salienti, come Saturday Night Rub, a classici maturi, come Key to the Highway. Entrambi i fratelli cantano e suonano la chitarra, ed entrambi brillano."

## Tracce
1. All By Myself – 3:28
2. I Feel So Good – 4:09
3. How Do You Want It Done? – 3:00
4. Southern Flood Blues – 4:29
5. Big Bill Blues – 3:19
6. Key to the Highway (William Broonzy, Charlie Segar) – 3:48
7. Tomorrow – 3:21
8. Just a Dream – 3:52
9. You've Changed – 3:12
10. Stuff They Call Money – 4:44
11. Truckin' Little Woman – 3:08
12. Saturday Night Rub – 2:08